# العلاقات القبرصية اللبنانية
العلاقات القبرصية اللبنانية هي العلاقات الثنائية التي تجمع بين قبرص ولبنان.

## مقارنة بين البلدين
هذه مقارنة عامة ومرجعية للدولتين:
| وجه المقارنة                                              | قبرص                                                                 | لبنان                                                                |
| --------------------------------------------------------- | -------------------------------------------------------------------- | -------------------------------------------------------------------- |
| المساحة (كم2)                                             | 9.24 ألف                                                             | 10.45 ألف                                                            |
| عدد السكان (نسمة)                                         | 1.14 مليون                                                           | 6.10 مليون                                                           |
| الكثافة السكانية (ن./كم²)                                 | 123.38                                                               | 583.73                                                               |
| العاصمة                                                   | نيقوسيا                                                              | بيروت                                                                |
| اللغة الرسمية                                             | اليونانية الحديثة، اللغة التركية، لغة يونانية                        | اللغة العربية، لغة فرنسية                                            |
| العملة                                                    | يورو، جنيه قبرصي                                                     | ليرة لبنانية                                                         |
| الناتج المحلي الإجمالي (بليون دولار)                      | 21.65 مليار                                                          | 51.84 مليار                                                          |
| الناتج المحلي الإجمالي (تعادل القوة الشرائية) بليون دولار | 26.73 مليار                                                          | 81.54 مليار                                                          |
| الناتج المحلي الإجمالي الاسمي للفرد دولار أمريكي          | 23.24 ألف                                                            | 8.05 ألف                                                             |
| الناتج المحلي الإجمالي للفرد دولار أمريكي                 | 30.24 ألف                                                            | 17.46 ألف                                                            |
| مؤشر التنمية البشرية                                      | 0.850                                                                | 0.769                                                                |
| رمز المكالمات الدولي                                      | +357                                                                 | +961                                                                 |
| رمز الإنترنت                                              | .cy                                                                  | .lb                                                                  |
| المنطقة الزمنية                                           | ت ع م+02:00، ت ع م+03:00، توقيت شرق أوروبا، توقيت شرق أوروبا الصيفي ‏ | ت ع م+02:00، ت ع م+03:00، توقيت شرق أوروبا، توقيت شرق أوروبا الصيفي ‏ |

## منظمات دولية مشتركة
يشترك البلدان في عضوية مجموعة من المنظمات الدولية، منها:
| علم المنظمة | اسم المنظمة                               | تاريخ انضمام قبرص | تاريخ انضمام لبنان |
| ----------- | ----------------------------------------- | ----------------- | ------------------ |
|             | مؤسسة التنمية الدولية                     | 2 مارس 1962       | 10 أبريل 1962      |
|             | مؤسسة التمويل الدولية                     | 2 مارس 1962       | 28 ديسمبر 1956     |
|             | منظمة حظر الأسلحة الكيميائية              | ?                 | ?                  |
|             | الأمم المتحدة                             | 20 سبتمبر 1960    | 24 أكتوبر 1945     |
|             | الاتحاد الدولي للاتصالات                  | 24 أبريل 1961     | 12 يناير 1924      |
|             | منظمة الشرطة الجنائية الدولية             | ?                 | ?                  |
|             | البنك الدولي للإنشاء والتعمير             | 21 ديسمبر 1961    | 14 أبريل 1947      |
|             | الاتحاد البريدي العالمي                   | ?                 | ?                  |
|             | المركز الدولي لتسوية المنازعات الاستشارية | 25 ديسمبر 1966    | 25 أبريل 2003      |
|             | وكالة ضمان الاستثمار متعدد الأطراف        | 12 أبريل 1988     | 19 أكتوبر 1994     |
|             | يونسكو                                    | 6 فبراير 1961     | 4 نوفمبر 1946      |

## أعلام
هذه قائمة لبعض الشخصيات التي تربطها علاقات بالبلدين:
- إلياس سكاف (سياسي لبناني، 11 أكتوبر 1948 – 10 أكتوبر 2015)

## وصلات خارجية
- موقع وزارة الخارجية القبرصية